# 马修·赫尔姆
马修·赫尔姆（英語：Mathew Helm，1980年12月9日—），澳大利亚男子跳水运动员。他曾代表澳大利亚参加2000年、2004年和2008年夏季奥林匹克运动会跳水比赛，获得一枚银牌和一枚铜牌。